# تيري ستراتون
تيري ستراتون هو سياسي كندي، ولد في 16 مارس 1938 في وينيبيغ في كندا. نشط حزبياً في حزب المحافظين الكندي. وقد انتخب عضو مجلس الشيوخ الكندي ‏.